# Ryan Moore (jockey)
Ryan Lee Moore, född 18 september 1983, är en engelsk galoppjockey. Han har blivit jockeychampion 2006, 2008 och 2009. Han är förstajockey för Aidan O'Briens Ballydoyle Stables, där han främst rider hästar som ägs av Coolmore Stud. Han rider även hästar för Juddmonte och drottningen.

## Karriär
Moore börjar rida vid fyra års ålder, då han tog lektioner hos sin farfar och med ponnyklubben. Han fann sedan intresse för racing. Till skillnad från sina syskon, som från tidig ålder visste att de ville tävla, var detta inte alltid klart för Moore. Fotboll var en annan passion, och han hade en kortare karriär med Brighton & Hove Albion.
Moores första seger kom som 16-åring, då han bestämt sig för att göra karriär som jockey. Moore red inledningsvis hästar för sin farfar, och senare för Richard Hannon. Han fick sedan anställning hos Sir Michael Stoute, och blev jockeychampion 2006, 2008 och 2009. Under tiden hos Stoute red han hästar för flera kändisar, bland annat Manchester United-profilerna Michael Owen, Paul Scholes, Ashley Cole och Alex Ferguson. Moore red också drottningens häst Carlton House till seger i Dante Stakes på York Racecourse och sedan till en tredjeplats i Epsom Derby.
2011 värvades Moore till Aidan O'Briens stall, där han snabbt fick framgångar. Han segrade i 2012 års 1000 Guineas med Homecoming Queen och 2013 års Derby på Ruler Of The World.
I slutet av säsongen 2017 hade Moore vunnit över 2 000 löp i Storbritannien, tredje flest av alla aktiva jockeys, bakom endast Frankie Dettori och Joe Fanning, som båda hade ridit i ett decennium längre.